# Вудбери (округ Насау, Њујорк)
Вудбери (енгл. Woodbury, Nassau County) насељено је место без административног статуса у америчкој савезној држави Њујорк.

## Демографија
По попису из 2010. године број становника је 8.907, што је 103 (-1,1%) становника мање него 2000. године.
| Група             | 2000.         | 2010.         |
| Белци             | 8.103 (89,9%) | 7.586 (85,2%) |
| Афроамериканци    | 88 (1,0%)     | 123 (1,4%)    |
| Азијати           | 636 (7,1%)    | 915 (10,3%)   |
| Хиспаноамериканци | 128 (1,4%)    | 199 (2,2%)    |
| Укупно            | 9.010         | 8.907         |